# 克羅地亞—丹麥關係
克羅地亞－丹麥關係是指丹麦和克罗地亚之間的外交關係。两国均为欧洲联盟、北约、歐洲安全與合作組織的正式成员国。

## 历史
在克罗地亚独立前，两国交往甚少。1991年6月25日，克羅埃西亞獨立戰爭后，克罗地亚脱离南斯拉夫社会主义联邦共和国成为独立国家，1992年2月1日，丹麦与克罗地亚建立外交关系，此后两国关系良好发展。丹麦政府也支持克罗地亚加入欧盟及北约。克罗地亚于2013年加入欧洲联盟后，两国关系得到了显著的加强。
2014年，丹麦女王玛格丽特二世授予克罗地亚总统伊沃·约西波维奇大象勋章，以表彰他对两国关系的贡献。

## 经贸关系
2012年，双边贸易额达到1.496亿美元，其中丹麦向克罗地亚出口1.1亿美元，克罗地亚向丹麦出口了3960万美元。

## 外交机构

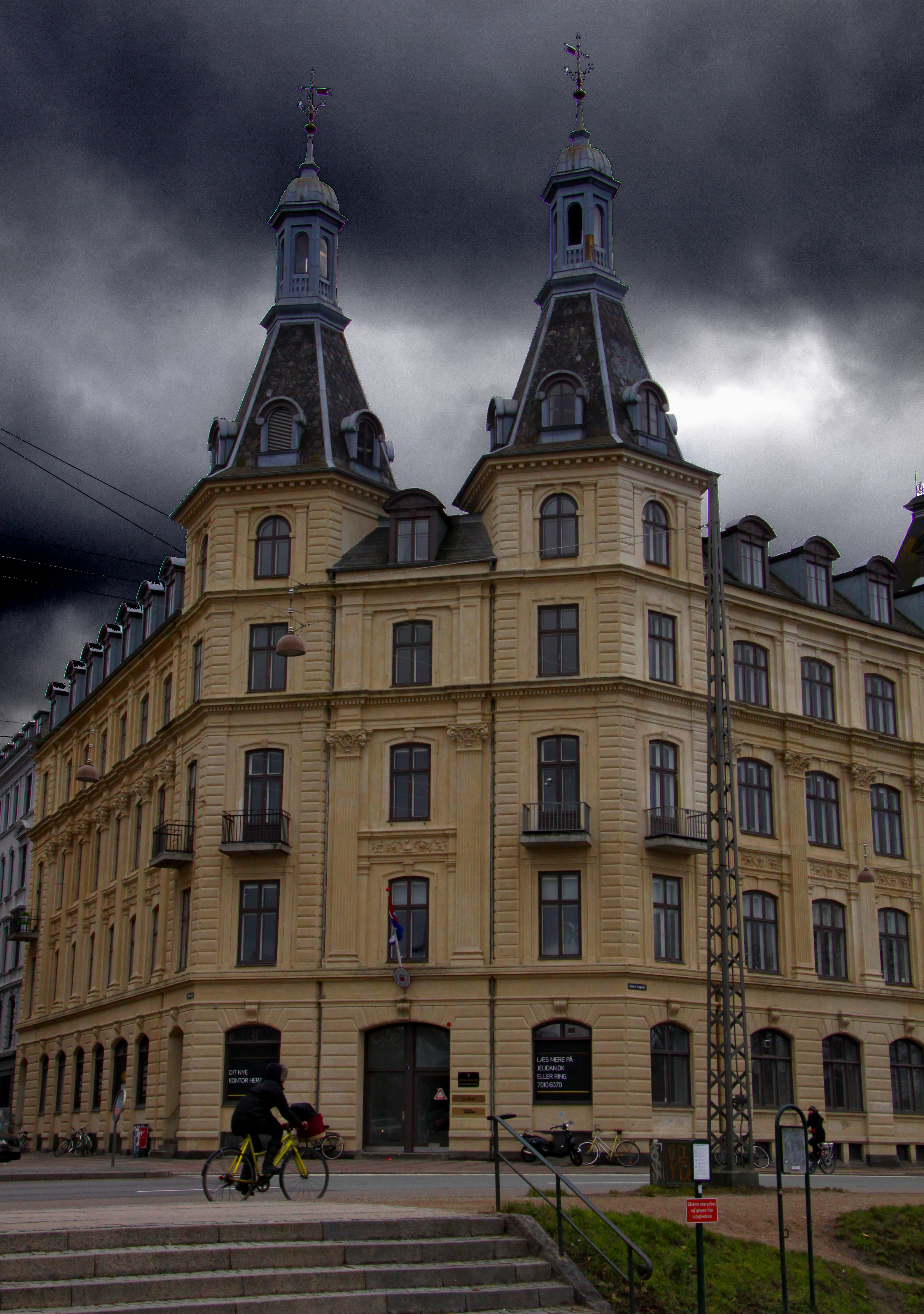
克罗地亚驻丹麦大使馆

在哥本哈根设有大使馆，并兼轄克罗地亚在 冰島的相關事務。
 丹麦在萨格勒布设有大使馆，也在里耶卡、斯普利特及杜布罗夫尼克任命了名誉领事。